# Cerro Pallall Kkollu
Cerro Pallall Kkollu är ett berg i Bolivia.   Det ligger i departementet Oruro, i den sydvästra delen av landet, 400 km väster om huvudstaden Sucre. Toppen på Cerro Pallall Kkollu är 4 014 meter över havet.
Terrängen runt Cerro Pallall Kkollu är huvudsakligen kuperad, men åt nordost är den platt. Trakten runt Cerro Pallall Kkollu är nära nog obefolkad, med mindre än två invånare per kvadratkilometer.. Närmaste större samhälle är La Rivera, 16,9 km söder om Cerro Pallall Kkollu. 
Omgivningarna runt Cerro Pallall Kkollu är i huvudsak ett öppet busklandskap.